# Antonio Nicaso
Antonio Nicaso (n. 1964) es un autor italiano, profesor universitario, investigador, orador y consultor de gobiernos y organismos encargados de hacer cumplir la ley originarios de Calabria (Italia), que ahora se basa en Toronto, Ontario, Canadá. Es experto en la mafia de Calabria (conocida como 'Ndrangheta). Nicaso vive y trabaja en América del Norte. Imparte cursos sobre "Historia social del crimen organizado en Canadá" y "Cultura de la mafia y el poder de los símbolos, los rituales y el mito" en la Queen's University en Kingston, Ontario, Canadá. También enseña en la Universidad de San Jerónimo en Waterloo, Ontario y la Escuela Italiana de Middlebury College en Oakland, California en los Estados Unidos y es el codirector de la Unidad de Investigación en Semiótica Forense en Victoria College (Universidad de Toronto).
Nicaso ha publicado 30 libros. Su libro Global Mafia fue publicado en 1995, trataba sobre las asociaciones criminales internacionales. Es miembro del Consejo Asesor del Centro Nathanson de Derechos Humanos, Crimen y Seguridad Transnacionales, en la Universidad de York (Toronto); en el Consejo Asesor Internacional del Instituto Italiano de Estudios Estratégicos "Niccolò Machiavelli" en Roma, Italia, y en el Comité Asesor de Expertos sobre Abuso, Intimidación y Violencia entre Pandillas en Montreal. También es presidente del Centro Scuola e Cultura, un programa que ofrece cursos de italiano y cursos en Italia.

## Trayectoria
Comenzó como periodista de prensa y televisión, escribiendo sobre fenómenos locales italianos como la 'Ndrangheta, la Cosa Nostra y la Camorra. Más adelante amplió su área de experiencia para incluir organizaciones criminales internacionales y desde entonces ha publicado ampliamente en inglés e italiano sobre el tema. Con más de 30 trabajos publicados, muchos de los cuales han sido traducidos a otros idiomas, se puede considerar a Nicaso como uno autoridad líder en varios aspectos de las organizaciones criminales internacionales. 
Una de sus últimas publicaciones incluye "Hombres hechos: La Cultura de la Mafia y el Poder de los Símbolos, los Rituales y el Mito", (2013) que intenta deconstruir el mito propagado por el cine, la televisión y los medios de comunicación de los mafiosos como hombres de honor y Diciendo y no diciendo(it.Dire e non dire),que analiza el uso del lenguaje, las normas de comportamiento y las reglas asociadas con los involucrados en el crimen organizado. Otro de sus libros, Negocios o sangre: La última guerra de Mafia Boss Vito Rizzuto, (2015) fue adaptado en una serie de televisión llamada Bad Blood, con Anthony LaPaglia como Vito Rizzuto, Paul Sorvino como Nicolo Rizzuto y Kim Coates como Declan Gardiner, que se estrenó en otoño de 2017.

## Publicaciones seleccionadas

### Inglés
- "Negocios o sangre: La última guerra de Mafia Boss Vito Rizzuto"(ing.Business or Blood: Mafia Boss Vito Rizzuto's Last War), Random House, 2015. Coautor con Peter Edwards.
- "Hombres hechos: La Cultura de la Mafia y el Poder de los Símbolos, los Rituales y el Mito" (ing. Made Men: Mafia Culture y The Power of Symbols, Rituals and Myth),Rowman & Littlefield Publishers, Lanham, 2013. Coautor con Marcel Danesi.
- "Ángeles, pandilleros y narcoterroristas: la creciente amenaza de los imperios criminales globales", (ing.Angels, Mobsters and Narco-Terrorists: The Rising Menace of Global Criminal Empires) John Wiley and Sons, Toronto, 2005. Coautor con Lee Lamothe, y traducido al francés.
- "Rocco Perri: La historia del Contrabandista más notorio de Canadá" (ing.Rocco Perri: The Story of Canada's Most Notorious Bootlegger), John Wiley and Sons, Toronto, 2004. Traducido en Italiano.[11][15]
- "Líneas de sangre: el Surgimiento y la Caída de la Familia Real de la Mafia" (ing.Bloodlines: the Rise and the Fall of the Mafia's Royal Family), Harper Collins, Toronto, 2001. Traducido al francés.[16][17]
- "Mafia Global: El Nuevo Orden Mundial del Crimen Organizado" (ing.Global Mafia: The New World Order of Organized Crime), Macmillan Canada, Toronto, 1995. Coautor con Lee Lamothe, y traducido al francés, holandés, húngaro e indonesio.
- "Silencio Mortal: Asesinatos de la Mafia Canadiense" (Deadly Silence: Canadian Mafia Murders), Macmillan Canada, Toronto, 1993. Coautor con Peter Edwards.

### Italiano
- "Ríos de oro"(it.Fiumi d'oro), Mondadori, 2017. Coautor con Nicola Gratteri.
- "El engaño de la mafia"(it.L'Inganno della Mafia), Rai-Eri, 2017. Coautor con Nicola Gratteri.
- "Padrinos y Maestros. Como la 'ndrangheta se ha convertido en una clase dominante" (it.Padrini e Padroni. Come la 'ndrangheta è diventata classe dirigente). Mondadori, 2016.
- "Mafia" (it.Mafia). Bollati Boringhieri, 2016.
- "Oro blanco Historias de hombres, tráficos y dinero del imperio de la cocaína"(it.Oro Bianco. Storie di uomini, traffici e denaro dall'impero della cocaina). Mondadori, 2015. Coautor con Nicola Gratteri.
- "Malos lenguajes: viejos y nuevos códigos de mafias"(it.Male Lingue: Vecchi e nuovi codici delle mafie). Pellegrini, Cosenza, 2014. Coautor con John B. Trumper, Marta Maddalon y Nicola Gratteri.
- "Cazadores de rastros: historias de técnicas de investigación de escenas de crímenes" (it.Cacciatori di tracce: storie di tecniche di investigazione sulla scena del crime), Utet, De Agostini, Novara, 2014. Coautor con Sergio Schiavone.
- "Acqua Santissima: La Iglesia y la 'Ndrangheta: historias de poder, silencio y absolutismo" (it.Acqua Santissima: La Chiesa e la 'Ndrangheta: storie di potere, silenzi e assoluzioni), (Holy Water), Mondadori, Milano, 2013. Coautor con Nicola Gratteri. Traducido al francés: Sainte Mafia: Église et 'Ndrangheta: une histoire de pouvoir, de silence et d'absolution.
- "Diciendo y no diciendo, Los Diez Mandamientos de la 'Ndrangheta en las palabras de los afiliados"(it.Dire e non dire:Dieci comandamenti della 'ndrangheta nelle parole degli affiliati),Mondadori, Milán, 2012. Traducido al francés.
- "La mafia les explicó a los chicos" (it.La mafia spiegata ai ragazzi),Mondadori, Milán, 2011. Coautor con Marco Pignotti.
- "La justicia es un asunto serio" (it.La giustizia è una cosa seria),Mondadori, Milán, 2011.
- "La malapianta, mi lucha contra la 'Ndrangheta" (it.La malapianta, la mia lotta contro la 'ndrangheta),Mondadori, Milán, 2009.[18]
- "Cosenza: 'ndrine, sangre y cuchillos" (it.Cosenza: 'ndrine, sangue e coltelli)Pellegrini Editore, Cosenza, 2009.
- "El gran engaño: los desvalores de la 'ndrangheta" (it.Il Grande Inganno: I disvalori della 'ndrangheta),Pellegrini Editore, Cosenza, 2008.
- "'Ndrangheta: Las raíces del odio" (it.'Ndrangheta: Le radici dell'odio), Aliberti, Reggio Emilia, 2007 y 2010.
- "Sin honor, antología de textos literarios sobre la 'ndrangheta" (it.Senza Onore, antologia di testi letterari sulla 'ndrangheta), Pellegrini Editore, Cosenza, 2007.
- "Hermanos de sangre, historia y negocios de la 'ndrangheta, la mafia más poderosa del mundo" (it.Fratelli di sangue, Storia e affari della ‘ndrangheta, la mafia più potente del mondo),Mondadori, Milán, 2008. Traducido al español, holandés y eslovaco.
- "Hermanos de sangre, La 'ndrangheta entre el atraso y la modernidad: de una mafia agropastoral a la delincuencia" (it.Fratelli di sangue, La 'ndrangheta tra arretratezza e modernità: da mafia agro-pastorale a holding del crimine) Pellegrini Editore, Cosenza, 2006.
- "Yo y la mafia: la verdad de Giulio Andreotti" (it.Io e la mafia: la verità di Giulio Andreotti),Vibo Valentia, 1995.
- "'Ndranghete: las ramas de la mafia de Calabria" (it.‘Ndranghete: le filiali della mafia calabrese),Monteleone, Vibo Valentia, 1994. Coautor con Diego Minuti.
- "Usurpadores y usurpadores" (it.Gli usurpatori e gli usurpati), Pellegrini Editore, Cosenza, 1990.
- "En los orígenes de la 'ndrangheta: la picciotteria"(it.Alle origini della 'ndrangheta: la picciotteria), Rubbettino, Cosenza, 1990.